# Disa stricta
Disa stricta är en orkidéart som beskrevs av Otto Wilhelm Sonder. Disa stricta ingår i släktet Disa och familjen orkidéer. Inga underarter finns listade i Catalogue of Life.